# Auro D'Alba
Auro D'Alba, pseudonimo di Umberto Bottone (Schiavi di Abruzzo, 14 marzo 1888 – Roma, 15 aprile 1965), è stato un poeta italiano del periodo fascista e attivista del regime.

## Biografia
Originario di Schiavi in Abruzzo, sin da giovane visse a Roma. 
Inizialmente seguace di D'Annunzio, esordì con Lumi d'argento (1905), raccolta di poesie dai toni crepuscolari. Fece seguito nel 1910 la raccolta Corde ai fianchi, alcune delle liriche della quale furono declamate da Marinetti nel corso delle sue celebri serate futuriste.  Nel 1913 conobbe personalmente Marinetti e aderì al movimento futurista, componendo poesie come Baionette e collaborando con la rivista di Poesia. Dal 1916 decise di firmare con lo pseudonimo Auro D'Alba tutta la sua produzione successiva, a partire dalle sue opere teatrali I carri e Il cambio, che furono inserite nell'antologia Teatro futurista sintetico. È del 1916 la raccolta di novelle in versi Canzoni della guerra, a cui farà seguito A l'alpeggio, bozzetti frontiera con la xilografia in copertina di Mario Bellusi, pubblicata nel 1917 dall'editore Taddei. 
Nell'intento di rompere con la tradizione letteraria italiana, collaborò dal 1915 al 1917 con la rivista La Diana del napoletano Gherardo Marone che si ispirava all'avanguardismo. Arruolatosi, combatté al fronte nella prima guerra mondiale guadagnando una medaglia d'argento e una croce di guerra.
Nel 1919 abbandonò il movimento futurista, entrò nei Fasci di combattimento e divenne collaboratore del Popolo d'Italia; fondò una propria squadra detta La Guascona, partecipando a diverse azioni e alla marcia su Roma. L'entusiasmo per il regime di Mussolini lo portò a dedicarsi soprattutto alla poetica della cosiddetta "ebbrezza fascista": a questo periodo appartengono inni come Battaglioni M, Preghiera del legionario prima della battaglia e Inno della SS italiana, ma anche la Preghiera del vigile del fuoco del 1940. Questi componimenti gli valsero la nomina a «poeta ufficiale della milizia».
Nel 1930 ebbe un discreto successo il romanzo Nostra famiglia che, come il resto della sua produzione degli anni '30, esaltava alcuni valori del regime come la famiglia, la disciplina, la colonizzazione e la guerra.
Una vicenda privata tuttavia provocò una svolta nella sua produzione letteraria: il suicidio della figlia diciottenne, Ofelia d'Alba, nel 1932 lo portò alla riscoperta del cattolicesimo e all'introduzione di tematiche religiose nei suoi testi. Questi in realtà vennero ugualmente utilizzati in chiave politica per propagandare la conciliazione tra fascismo e Chiesa cattolica, sulla scia della recente stipula dei Patti Lateranensi.
D'Alba fu ricambiato con riconoscimenti anche di rilievo, come la nomina di console generale a capo dell'ufficio stampa della Milizia Volontaria per la Sicurezza Nazionale ed in seguito luogotenente generale.
Alla fine della guerra fu collaboratore de Il Popolo e in seguito, dal 1947 al 1965, dell'Osservatore romano della Domenica firmandosi come Benigno. Nel contempo pubblicò Riù (1949) e I tetti hanno freddo (1954), due raccolte di poesie a tema religioso e l'autobiografia Formato tessera (1956).